# Erhard von Appenweiler
Erhard von Appenweiler oder Erhard von Appenwiler (bezeugt ab 1429; † 1471/1472 in Basel) war ein Kleriker und Chronist in Basel.

## Leben und Werk
Erhard von Appenweiler stammte aus einer angesehenen Familie aus Appenweiler bei Colmar. Von 1429 bis zu seinem Tode wirkte er als Kaplan am Basler Münster. 1443 wurde er zudem Kämmerer der Bruderschaft St. Johann. Auf leeren Seiten einer Sächsischen Weltchronik verzeichnete er Ereignisse der Basler Zeitgeschichte von 1439 bis 1471. Appenweilers unsystematische Aufzeichnungen geben auch Einblicke in die Stimmungen des einfachen Volkes.

## Publikation
- Die Chronik Erhards von Appenwiler 1439–1471, mit ihren Fortsetzungen 1472–1474. In: Basler Chroniken. Hrsg. von der Historischen und Antiquarischen Gesellschaft in Basel. 4. Band, bearbeitet von August Bernoulli. Hirzel, Leipzig 1890, S. 221–408. Digitalisat.